# TCDD DE24000 sorozat
A TCDD DE 24000 sorozat egy török Co'Co' tengelyelrendezésű dízel-villamos erőátvitelű dízelmozdony-sorozat, melyet a Tülomsaş gyártott 1970 és 1985 között a TCDD részére. Összesen 431 db készült belőle. Selejtezése 2003-ban kezdődött.